# Hypoxis argentea
Hypoxis argentea là một loài thực vật có hoa trong họ Hypoxidaceae. Loài này được Harv. ex Baker mô tả khoa học đầu tiên năm 1878.